# Cao Lãnh (thành phố)
Cao Lãnh là thành phố tỉnh lỵ cũ của tỉnh Đồng Tháp, Việt Nam.
Thành phố Cao Lãnh là đô thị loại II và là đô thị trung tâm quan trọng của tỉnh Đồng Tháp. Tuy là một đô thị trẻ nhưng Cao Lãnh vẫn và đang từng bước không ngừng phát triển và khẳng định vị thế, vai trò & xứng tầm là một đô thị động lực phát triển của tỉnh Đồng Tháp.
Thành phố Cao Lãnh được xây dựng trên nhiều nền tảng kinh tế - xã hội để phát triển nhiều lĩnh vực như: trung tâm thương mại - dịch vụ, hành chính, y tế - y dược công nghiệp dược phẩm, y học cổ truyền, giáo dục đào tạo, nông nghiệp sức khoẻ, du lịch nghỉ dưỡng, công nghiệp bổ trợ, công nghệ thông tin viễn thông, hạ tầng nhà ở, dịch vụ xã hội và nông nghiệp đô thị của tỉnh.

## Lịch sử
Cao Lãnh từng là tỉnh lỵ của tỉnh Kiến Phong cũ trong giai đoạn 1956-1975 dưới thời Việt Nam Cộng hòa. Năm 1976, tỉnh Đồng Tháp được thành lập. Ban đầu, thị xã Sa Đéc cũ giữ vai trò là tỉnh lỵ của tỉnh Đồng Tháp trong suốt giai đoạn 1976-1994, và sau đó theo Nghị định số 36-CP ban hành ngày 29 tháng 4 năm 1994, tỉnh lỵ tỉnh Đồng Tháp lại dời về thị xã Cao Lãnh (ngày nay là thành phố Cao Lãnh) cho đến nay. Năm 2007, Cao Lãnh chính thức trở thành thành phố trực thuộc tỉnh Đồng Tháp.

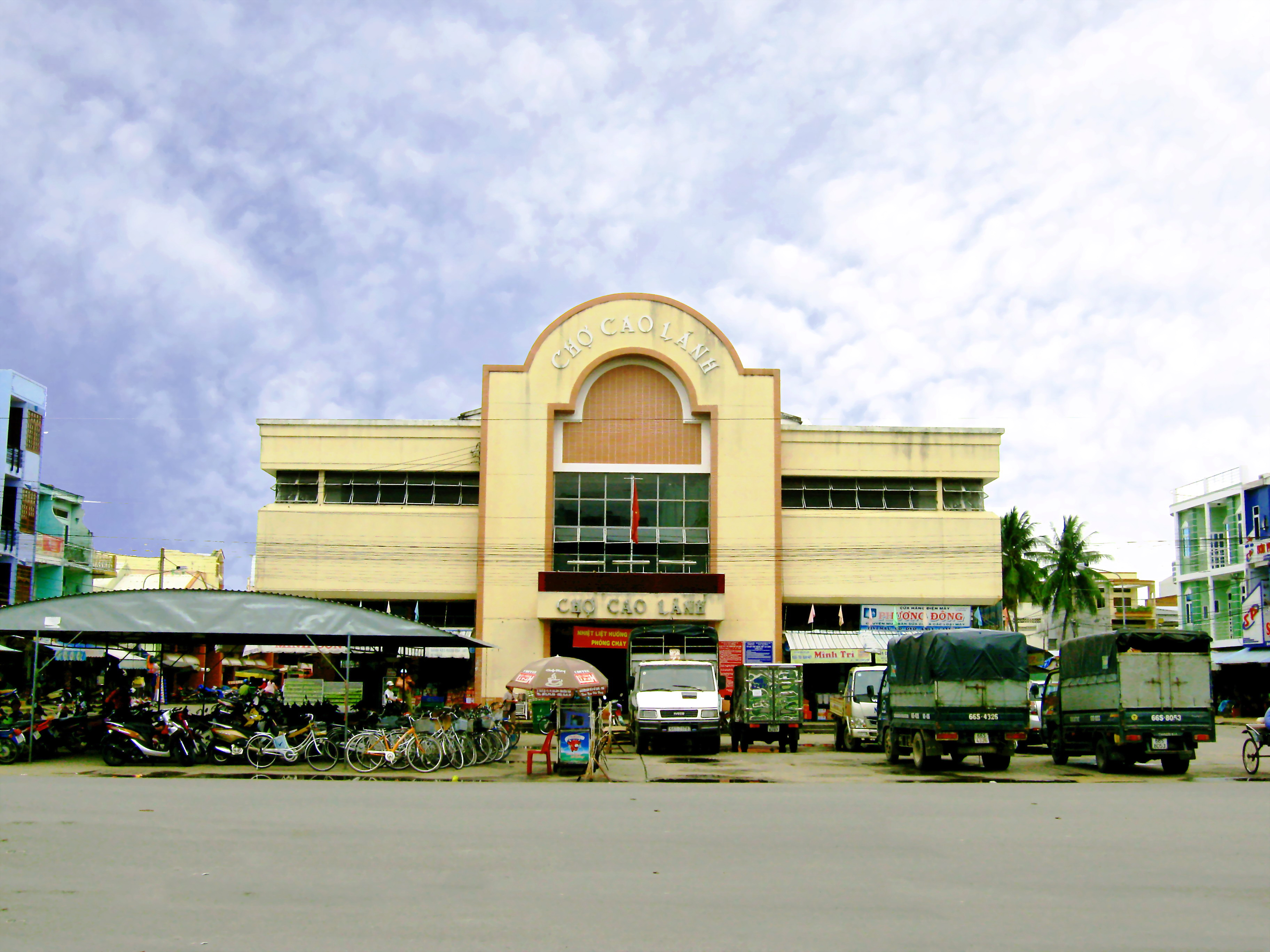
Chợ thành phố Cao Lãnh

### Thời phong kiến
Vào thời nhà Nguyễn độc lập, vùng đất Cao Lãnh và Tháp Mười ngày này ban đầu thuộc tổng Phong Thạnh và một phần tổng Phong Phú, huyện Kiến Đăng, phủ Kiến An, tỉnh Định Tường. Năm Minh Mạng thứ 19 (1838), lập một phủ mới mang tên là phủ Kiến Tường, trích huyện Kiến Đăng thành 2 huyện Kiến Đăng và Kiến Phong cho vào phủ Kiến Tường. Lúc này, hai tổng Phong Thạnh và Phong Phú cùng thuộc huyện Kiến Phong, phủ Kiến Tường, tỉnh Định Tường. Năm 1836, hai tổng Phong Thạnh và Phong Phú có các làng trực thuộc như sau:
- Tổng Phong Phú gồm 17 thôn: An Thái Đông, An Thái Tây, An Thái Trung, Bình Hàng Tây, Bình Hàng Trung, Hòa Lộc, Mỹ An Đông, Mỹ An Tây, Mỹ Đức Tây, Mỹ Hưng, Mỹ Long, Mỹ Lợi, Mỹ Lương, Mỹ Thuận, Mỹ Toàn, Mỹ Xương, Thanh Hưng;
- Tổng Phong Thạnh gồm 11 thôn: An Bình, An Long, An Phong, Mỹ Đảo, Mỹ Ngãi, Mỹ Trà, Nhị Mỹ, Phong Mỹ, Tân An, Tân Phú, Tân Thạnh

Lúc bấy giờ, thôn Mỹ Trà (tức Cao Lãnh) là lỵ sở của huyện Kiến Phong và cũng là lỵ sở của phủ Kiến Tường. Sau này, tổng Phong Thạnh sáp nhập thêm từ tổng Phong Phú các thôn: Bình Hàng Tây, Bình Hàng Trung, Mỹ An Đông, Mỹ An Tây, Mỹ Long, Mỹ Toàn, Mỹ Xương.

### Thời Pháp thuộc
Sau khi chiếm hết được ba tỉnh miền Đông Nam Kỳ vào năm 1862, thực dân Pháp dần xóa bỏ tên gọi tỉnh Định Tường cùng hệ thống hành chính phủ huyện cũ thời nhà Nguyễn, đồng thời đặt ra các hạt Thanh tra. Lúc bấy giờ, hạt Thanh tra Kiến Tường được thành lập trên địa bàn huyện Kiến Phong thuộc phủ Kiến Tường, tỉnh Định Tường cũ. Trụ sở hạt Thanh tra Kiến Tường đặt tại Cao Lãnh. Lúc đầu, hạt Thanh tra tạm gọi tên theo tên các phủ huyện cũ, sau mới đổi tên gọi theo địa điểm đóng trụ sở. Về sau, trụ sở được dời từ Cao Lãnh (thuộc thôn Mỹ Trà) đến Cần Lố (thuộc thôn Mỹ Thọ). Chính vì vậy, hạt Thanh tra Kiến Tường cũng được đổi tên thành hạt Thanh tra Cần Lố; bao gồm 3 tổng: Phong Hòa, Phong Phú và Phong Thạnh.
Ngày 20 tháng 9 năm 1870, giải thể hạt Thanh tra Cần Lố, đưa hai tổng Phong Hòa và Phong Phú vào hạt Thanh tra Cái Bè; đồng thời đưa tổng Phong Thạnh qua hạt Thanh tra Sa Đéc. Ngày 5 tháng 6 năm 1871, giải thể hạt Thanh tra Cái Bè nhập vào địa bàn hạt Thanh tra Mỹ Tho. Đồng thời, địa bàn tổng Phong Thạnh cũng được chia cho 3 hạt thanh tra Châu Đốc, Long Xuyên và Sa Đéc:
- Hạt Châu Đốc: lấy phần đất 3 làng An Bình, An Long và Tân Thạnh thuộc tổng Phong Thạnh, huyện Kiến Phong. Phần đất này nằm ở phía tây bắc Đồng Tháp Mười, sau gọi là tổng An Phước thuộc hạt Châu Đốc.
- Hạt Long Xuyên: lấy địa phận các làng Tân Phú, Tân Thạnh của tổng Phong Thạnh, huyện Kiến Phong để lập tổng mới gọi là tổng Phong Thạnh Thượng thuộc hạt Long Xuyên.
- Hạt Sa Đéc: lấy địa phận các làng Mỹ Ngãi, Mỹ Trà, Nhị Mỹ, Phong Mỹ (trước đây thuộc tổng Phong Thạnh, huyện Kiến Phong) để lập tổng mới cũng lấy tên là tổng Phong Thạnh. Lại lấy địa phận các làng Mỹ Long, Bình Hàng Tây (nguyên thuộc tổng Phong Phú, huyện Kiến Phong) để lập tổng mới gọi là tổng Phong Nẫm. Hai tổng Phong Thạnh (mới) và Phong Nẫm đều thuộc về hạt Sa Đéc.

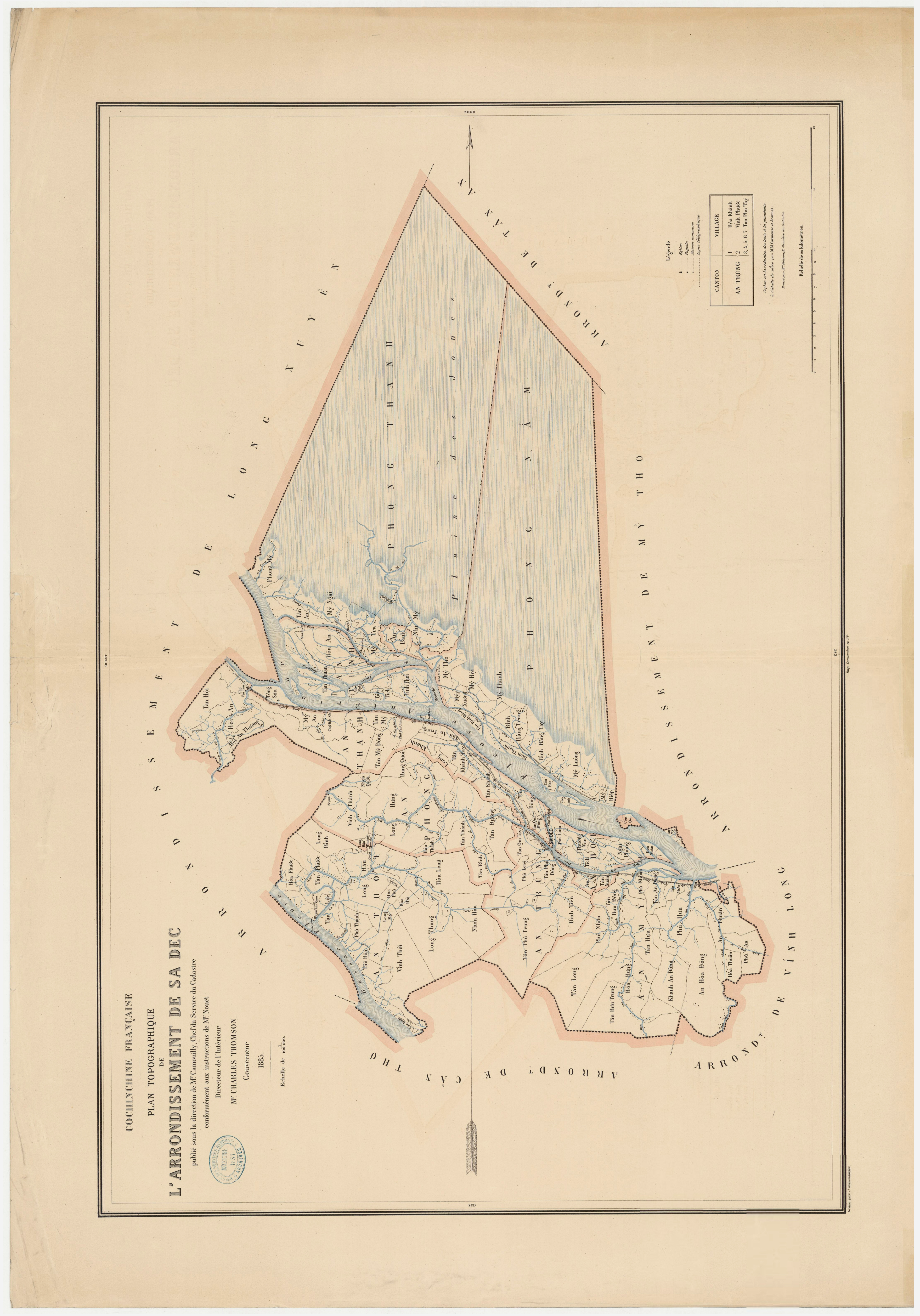
Bản đồ hạt Sa Đéc năm 1885. Thành phố Cao Lãnh hiện nay lúc bấy giờ thuộc hai tổng An Tịnh và Phong Thạnh

Ngày 5 tháng 1 năm 1876, hạt Thanh tra Sa Đéc đổi thành hạt tham biện Sa Đéc. Ngày 1 tháng 1 năm 1900, tất cả các hạt tham biện ở Đông Dương điều thống nhất gọi là "tỉnh", trong đó có tỉnh Sa Đéc. Hai tổng Phong Thạnh và Phong Nẫm lúc bấy giờ cùng thuộc tỉnh Sa Đéc. Từ ngày 9 tháng 2 năm 1913 đến ngày 9 tháng 2 năm 1924, tỉnh Sa Đéc bị giải thể, toàn bộ diện tích tỉnh bị sáp nhập vào tỉnh Vĩnh Long.
Ngày 10 tháng 12 năm 1913, thực dân Pháp thành lập quận Cao Lãnh thuộc tỉnh Vĩnh Long, gồm 3 tổng: An Tịnh với 5 làng, Phong Thạnh với 6 làng, An Thạnh Thượng với 8 làng. Ngày 24 tháng 12 năm 1921, tách tổng An Thạnh Thượng nhập vào quận Sa Đéc (sau đổi tên là quận Châu Thành thuộc tỉnh Sa Đéc), đổi lại được nhận tổng Phong Nẫm tách ra từ quận Sa Đéc. Ngày 9 tháng 2 năm 1924, quận Cao Lãnh thuộc tỉnh Sa Đéc khi tỉnh này được tái lập, gồm 3 tổng cũ. Quận lỵ Cao Lãnh đặt tại làng Mỹ Trà.
Năm 1924, quận Cao Lãnh có 3 tổng là:
- Tổng An Tịnh gồm 4 làng: Hòa An, Tịnh Thới, Tân Tịch, Tân Thuận;
- Tổng Phong Nẫm gồm 9 làng: Bình Hàng Tây, Bình Hàng Trung, Bình Thạnh, Mỹ Hội, Mỹ Hiệp, Mỹ Long, Mỹ Thọ, Mỹ Thành, Mỹ Xương;
- Tổng Phong Thạnh gồm 7 làng: An Bình, Mỹ Ngãi, Mỹ Trà, Mỹ Thạnh, Nhị Mỹ, Phong Mỹ, Tân An.

Sau này, chính quyền thực dân Pháp cũng tiến hành thay đổi hành chính một số làng trực thuộc như: hợp nhất hai làng Mỹ Long và Mỹ Hiệp thành làng Long Hiệp; sáp nhập làng Mỹ Thạnh vào làng Mỹ Trà; sáp nhập làng Mỹ Thành vào hai làng Bình Hàng Tây và Bình Hàng Trung; chia làng Tân Thuận thành hai làng mới là Tân Thuận Đông và Tân Thuận Tây.
Sau Cách mạng tháng Tám 1945, Ủy ban Kháng chiến Hành chánh Nam bộ chủ trương bỏ cấp tổng, bỏ đơn vị làng, thống nhất gọi là xã, đồng thời bỏ danh xưng quận, gọi thay thế bằng huyện. Chính quyền Việt Nam Cộng hòa đến năm 1956 cũng thống nhất dùng danh xưng là xã, tuy nhiên vẫn gọi là quận cho đến năm 1975.. Huyện Cao Lãnh ban đầu vẫn thuộc tỉnh Sa Đéc. Tháng 6 năm 1951, huyện Cao Lãnh thuộc tỉnh Long Châu Sa. Đến cuối năm 1954, huyện Cao Lãnh trở lại thuộc tỉnh Sa Đéc như cũ.

### Giai đoạn 1956-1975 Cao Lãnh là tỉnh lỵ Kiến Phong cũ

#### Việt Nam Cộng hòa
Sau năm 1956, các làng gọi là xã. Ngày 17 tháng 2 năm 1956, chính quyền Việt Nam Cộng hòa tách quận Cao Lãnh ra khỏi tỉnh Sa Đéc để nhập vào tỉnh Phong Thạnh mới được thành lập. Tỉnh lỵ tỉnh Phong Thạnh đặt tại Cao Lãnh.
Đến ngày 22 tháng 10 năm 1956, Tổng thống Việt Nam Cộng hòa Ngô Đình Diệm ban hành Sắc lệnh 143-NV để " thay đổi địa giới và tên Đô thành Sài Gòn – Chợ Lớn cùng các tỉnh và tỉnh lỵ tại Việt Nam". Địa giới và địa danh các tỉnh ở miền Nam thay đổi nhiều, một số tỉnh mới được thành lập. Theo Sắc lệnh này, địa phận Nam Phần của Việt Nam Cộng Hoà gồm Đô thành Sài Gòn và 22 tỉnh. Lúc này, tỉnh Phong Thạnh được đổi tên thành tỉnh Kiến Phong, còn tỉnh lỵ vẫn giữ nguyên tên cũ là "Cao Lãnh", về mặt hành chánh tỉnh lỵ Cao Lãnh thuộc xã Mỹ Trà, quận Cao Lãnh. Ban đầu, xã Mỹ Trà vừa đóng vai trò là quận lỵ quận Cao Lãnh và là tỉnh lỵ tỉnh Kiến Phong.
Năm 1957, chính quyền Việt Nam Cộng hòa lại cho thành lập thêm quận Mỹ An thuộc tỉnh Kiến Phong bao gồm một phần đất phía bắc của quận Cao Lãnh và phía tây bắc quận Cái Bè (thuộc tỉnh Mỹ Tho) trước năm 1956. Quận lỵ đặt tại xã Mỹ An (trước năm 1956 thuộc quận Cái Bè, tỉnh Mỹ Tho). Phần đất được nhập vào quận Mỹ An bao gồm phần lớn địa phận phía bắc xã Mỹ Thọ và một phần nhỏ địa phận phía bắc xã Mỹ Hội. Sau khi nhập vào quận Mỹ An, vùng đất này tương đương với các xã Mỹ Hòa, Mỹ Quý, Thạnh Lợi mới được thành lập.
Ngày 13 tháng 7 năm 1961, tách tổng Phong Nẫm với các xã: Bình Hàng Trung, Bình Hàng Tây, Bình Thành, Long Hiệp, Mỹ Hội, Mỹ Xương, Mỹ Thọ để lập quận Kiến Văn cùng thuộc tỉnh Kiến Phong, quận lỵ đặt tại xã Bình Hàng Trung. Từ năm 1965, các tổng mặc nhiên bị giải thể, các xã trực thuộc quận. Ngày 8 tháng 8 năm 1967, dời quận lỵ Cao Lãnh từ xã Mỹ Trà về xã An Bình. Còn tỉnh lỵ Cao Lãnh thì vẫn được đặt tại xã Mỹ Trà cho đến năm 1975. Sau này, lại tách phần đất phía đông xã Phong Mỹ để thành lập mới xã Thiện Mỹ cùng thuộc quận Cao Lãnh. Đến năm 1969, lại tách một phần nhỏ đất đai phía bắc hai xã Phong Mỹ và Thiện Mỹ để sáp nhập vào quận Đồng Tiến mới được thành lập.
Phân chia hành chánh các quận Cao Lãnh, Kiến Văn và Mỹ An cùng thuộc tỉnh Kiến Phong năm 1970 của chính quyền Việt Nam Cộng hòa:
- Quận Cao Lãnh gồm 12 xã: An Bình, Hòa An, Mỹ Ngãi, Mỹ Trà, Nhị Mỹ, Phong Mỹ, Tân An, Tân Thuận Đông, Tân Thuận Tây, Tân Tịch, Thiện Mỹ, Tịnh Thới;
- Quận Kiến Văn gồm 7 xã: Bình Hàng Tây, Bình Hàng Trung, Bình Thành, Long Hiệp, Mỹ Hội, Mỹ Thọ, Mỹ Xương;
- Quận Mỹ An gồm 6 xã: Mỹ An, Mỹ Đa, Mỹ Hòa, Mỹ Quý, Thạnh Lợi, Thạnh Mỹ;

#### Chính quyền Cách mạng
Chính quyền Mặt trận Dân tộc Giải phóng Miền Nam Việt Nam và sau này là Chính phủ Cách mạng lâm thời Cộng hòa Miền Nam Việt Nam cũng phân chia, sắp xếp lại các đơn vị hành chính trong tỉnh như bên chính quyền Việt Nam Cộng hòa. Cuối năm 1956, chính quyền Cách mạng thành lập tỉnh Kiến Phong, đồng thời tách xã Mỹ Trà và các vùng lân cận để thành lập thị xã Cao Lãnh thuộc tỉnh Kiến Phong. Như vậy, lúc bấy giờ thị xã Cao Lãnh và huyện Cao Lãnh cùng là hai đơn vị hành chính cấp huyện ngang bằng nhau. Sau đó, chính quyền Cách mạng cũng cho thành lập thêm huyện Kiến Văn và huyện Mỹ An như phía chính quyền Việt Nam Cộng hòa.
Tháng 5 năm 1974, Trung ương Cục miền Nam quyết định giải thể các tỉnh Kiến Phong và An Giang để tái lập các tỉnh Long Châu Tiền và tỉnh Sa Đéc. Lúc này, thị xã Cao Lãnh, huyện Cao Lãnh, huyện Kiến Văn và huyện Mỹ An cùng trực thuộc tỉnh Sa Đéc cho đến đầu năm 1976. Tuy nhiên, tỉnh lỵ tỉnh Sa Đéc vẫn đặt tại thị xã Sa Đéc.

### Từ năm 1976 đến nay
Năm 1976, thị xã Cao Lãnh, huyện Kiến Văn và huyện Mỹ An đều bị giải thể, sáp nhập trở lại vào địa bàn huyện Cao Lãnh. Địa bàn thị xã Cao Lãnh cũ được chuyển thành thị trấn Cao Lãnh và là nơi đặt huyện lỵ huyện Cao Lãnh. Tháng 2 năm 1976, huyện Cao Lãnh thuộc tỉnh Đồng Tháp. Lúc bấy giờ, tỉnh lỵ tỉnh Đồng Tháp vẫn đặt tại thị xã Sa Đéc cho đến năm 1994.
Ngày 27 tháng 12 năm 1980, Hội đồng Chính phủ ban hành Quyết định số 382-CP về việc điều chỉnh địa giới một số xã thuộc huyện Cao Lãnh, tỉnh Đồng Tháp như sau:
1. Chia xã Hưng Thạnh thành hai xã lấy tên là xã Hưng Thạnh và xã Trường Xuân.
2. Chia xã Mỹ Quý thành hai xã lấy tên là xã Mỹ Quý và xã Mỹ Đông.
3. Chia xã Mỹ Tân thành hai xã lấy tên là xã Mỹ Tân và xã Tân Nghĩa.
4. Chia xã Long Hiệp thành hai xã lấy tên là xã Mỹ Long và xã Mỹ Hiệp.
5. Chia xã Nhị Bình thành hai xã lấy tên là xã Nhị Mỹ và xã An Bình.
6. Chia xã Phương Thịnh thành hai xã lấy tên là xã Phương Thịnh và xã Ba Sao.
7. Thành lập xã Phương Trà trên cơ sở sáp nhập ấp Một của xã Phương Thịnh và một nửa ấp Mỹ Quới của xã Mỹ Trà.

Đến thời điểm năm 1981, huyện Cao Lãnh có 29 xã: An Bình, Ba Sao, Bình Hàng Tây, Bình Hàng Trung, Bình Thạnh, Hòa An, Mỹ Hiệp, Mỹ Hội, Mỹ Long, Mỹ Tân, Mỹ Thọ, Mỹ Trà, Mỹ Xương, Nhị Mỹ, Phong Mỹ, Phương Thịnh, Phương Trà, Tân Nghĩa, Tân Thuận Đông, Tân Thuận Tây, Tịnh Thới, Đốc Binh Kiều, Hưng Thạnh, Mỹ An, Mỹ Đông, Mỹ Hòa, Mỹ Quý, Thanh Mỹ, Trường Xuân và thị trấn Cao Lãnh.
Ngày 05 tháng 1 năm 1981, Hội đồng Chính phủ ban hành Quyết định số 4-CP về việc chia huyện Cao Lãnh thành hai huyện lấy tên là huyện Cao Lãnh và huyện Tháp Mười:
1. Huyện Cao Lãnh gồm có các xã An Bình, Ba Sao, Bình Hàng Tây, Bình Hàng Trung, Bình Thạnh, Hoà An, Mỹ Hiệp, Mỹ Hội, Mỹ Long, Mỹ Tân, Mỹ Thọ, Mỹ Trà, Mỹ Xương, Nhị Mỹ, Phong Mỹ, Phương Thịnh, Phương Trà, Tân Nghĩa, Tân Thuận Đông, Tân Thuận Tây, Tịnh Thới, và thị trấn Cao Lãnh. Trụ sở huyện đóng tại thị trấn Cao Lãnh.
2. Huyện Tháp Mười gồm có các xã Đốc Binh Kiều, Hưng Thạnh, Mỹ An, Mỹ Đông, Mỹ Hoà, Mỹ Quý, Thanh Mỹ, Trường Xuân. Trụ sở huyện đóng tại xã Mỹ An.

Ngày 23 tháng 2 năm 1983, Hội đồng Bộ trưởng Nhà nước Việt Nam ban hành Quyết định số 13-HĐBT về việc thành lập thị xã Cao Lãnh thuộc tỉnh Đồng Tháp:
1. Thành lập thị xã Cao Lãnh trên cơ sở tách thị trấn Cao Lãnh và các xã Hòa An, Mỹ Trà, Mỹ Tân của huyện Cao Lãnh.
2. Thành lập 4 phường của thị xã Cao Lãnh là phường 1, phường 2, phường 3 và phường 4 (trên đất của thị trấn Cao Lãnh cũ).
3. Thị xã Cao Lãnh gồm có các phường 1, phường 2, phường 3, phường 4 và các xã Hoà An, Mỹ Trà, Mỹ Tân.

Ngày 16 tháng 2 năm 1987, Hội đồng Bộ trưởng Nhà nước Việt Nam ban hành Quyết định số 36/HĐBT về việc điều chỉnh địa giới hành chính các huyện Cao Lãnh, Thạnh Hưng và các thị xã Cao Lãnh, Sa Đéc thuộc tỉnh Đồng Tháp. 
1. Tách 3 xã Tân Thuận Tây, Tịnh Thới và Tân Thuận Đông; 5 ấp của xã Tân Nghĩa; ấp 4, ấp 5 của xã Phương Trà và một phần ấp 5 của xã Phong Mỹ với tổng diện tích tự nhiên 6.380 hécta và 52.459 nhân khẩu của huyện Cao Lãnh để sáp nhập vào thị xã Cao Lãnh.
2. Thị xã Cao Lãnh gồm 11 phường, 7 xã, có 9.624 hécta diện tích tự nhiên với 104.193 nhân khẩu.

Ngày 29 tháng 4 năm 1994, Chính phủ Việt Nam ban hành Nghị định số 36-CP về việc di chuyển tỉnh lỵ tỉnh Đồng Tháp từ thị xã Sa Đéc về thị xã Cao Lãnh. Cuối năm 2003, thị xã Cao Lãnh có 6 phường và 7 xã.
Ngày 30 tháng 11 năm 2004, Chính phủ Việt Nam ban hành Nghị định số 194/2004/NĐ-CP về việc điều chỉnh địa giới hành chính để thành lập các phường thuộc thị xã Cao Lãnh, tỉnh Đồng Tháp như sau:
1. Thành lập phường Hòa Thuận thuộc thị xã Cao Lãnh trên cơ sở 229,20 ha diện tích tự nhiên và 5.309 nhân khẩu của xã Hòa An. Phường Hòa Thuận có 229,20 ha diện tích tự nhiên và 5.309 nhân khẩu.
2. Thành lập phường Mỹ Phú thuộc thị xã Cao Lãnh trên cơ sở 263,70 ha diện tích tự nhiên và 7.490 nhân khẩu của xã Mỹ Trà. Phường Mỹ Phú có 263,70 ha diện tích tự nhiên và 7.490 nhân khẩu.

Tháng 8 năm 2005, thị xã Cao Lãnh được Bộ Xây dựng công nhận là đô thị loại III trực thuộc tỉnh Đồng Tháp.
Ngày 16 tháng 1 năm 2007, Chính phủ Việt Nam ban hành Nghị định số 10/2007/NĐ-CP về việc thành lập thành phố Cao Lãnh thuộc tỉnh Đồng Tháp trên cơ sở toàn bộ diện tích tự nhiên, dân số và các đơn vị hành chính trực thuộc của thị xã Cao Lãnh.
Thành phố Cao Lãnh có 10.719,54 ha diện tích tự nhiên và 149.837 nhân khẩu, có 15 đơn vị hành chính, gồm các phường: 1, 2, 3, 4, 6, 11, Hoà Thuận, Mỹ Phú và các xã: Mỹ Tân, Hoà An, Tịnh Thới, Tân Thuận Đông, Tân Thuận Tây, Mỹ Trà, Mỹ Ngãi.
Ngày 22 tháng 1 năm 2020, Thủ tướng Chính phủ ban hành Quyết định số 155/QĐ-TTg công nhận thành phố Cao Lãnh là đô thị loại II trực thuộc tỉnh Đồng Tháp.
Ngày 14 tháng 11 năm 2024, Ủy ban Thường vụ Quốc hội ban hành Nghị quyết số 1284/NQ-UBTVQH15 vê việc sắp xếp đơn vị hành chính cấp xã thuộc tỉnh Đồng Tháp giai đoạn 2023–2025 (nghị quyết có hiệu lực từ ngày 1 tháng 1 năm 2025). Theo đó:
- Sáp nhập Phường 2 vào Phường 1.
- Sáp nhập Phường 11 và xã Mỹ Ngãi thành phường Mỹ Ngãi.

Từ đó, thành phố Cao Lãnh có 7 phường và 6 xã như hiện nay.
Ngày 7 tháng 1 năm 2025, Thủ tướng Chính phủ ban hành Công văn số 07/TTg-CN về việc công nhận thành phố Cao Lãnh mở rộng nội thành theo tiêu chí đô thị loại II trực thuộc tỉnh Đồng Tháp.

## Địa lý
Thành phố Cao Lãnh nằm ở tả ngạn sông Tiền dọc theo quốc lộ 30, cách trung tâm Thành phố Hồ Chí Minh khoảng 154 km, cách trung tâm thành phố Cần Thơ khoảng 80 km, cách thành phố Sa Đéc khoảng 30 km, cách thành phố biên giới Hồng Ngự khoảng 60 km, có vị trí địa lý:
- Phía đông và phía bắc giáp huyện Cao Lãnh
- Phía tây giáp huyện Chợ Mới, tỉnh An Giang
- Phía nam giáp huyện Lấp Vò.[14]

Thành phố Cao Lãnh được xây dựng trên nhiều nền tảng kinh tế - xã hội như: trung tâm thương mại - dịch vụ, hành chính, y tế - y dược công nghiệp dược phẩm, y học cổ truyền, giáo dục đào tạo, nông nghiệp sức khoẻ, du lịch nghỉ dưỡng, công nghiệp bổ trợ, công nghệ thông tin viễn thông, hạ tầng nhà ở, dịch vụ xã hội và nông nghiệp đô thị của tỉnh. Là đô thị phát triển quan trọng của tỉnh Đồng Tháp.

### Khí hậu
| Dữ liệu khí hậu của Cao Lãnh                                 | Dữ liệu khí hậu của Cao Lãnh | Dữ liệu khí hậu của Cao Lãnh | Dữ liệu khí hậu của Cao Lãnh | Dữ liệu khí hậu của Cao Lãnh | Dữ liệu khí hậu của Cao Lãnh | Dữ liệu khí hậu của Cao Lãnh | Dữ liệu khí hậu của Cao Lãnh | Dữ liệu khí hậu của Cao Lãnh | Dữ liệu khí hậu của Cao Lãnh | Dữ liệu khí hậu của Cao Lãnh | Dữ liệu khí hậu của Cao Lãnh | Dữ liệu khí hậu của Cao Lãnh | Dữ liệu khí hậu của Cao Lãnh |
| Tháng                                                        | 1                            | 2                            | 3                            | 4                            | 5                            | 6                            | 7                            | 8                            | 9                            | 10                           | 11                           | 12                           | Năm                          |
| ------------------------------------------------------------ | ---------------------------- | ---------------------------- | ---------------------------- | ---------------------------- | ---------------------------- | ---------------------------- | ---------------------------- | ---------------------------- | ---------------------------- | ---------------------------- | ---------------------------- | ---------------------------- | ---------------------------- |
| Cao kỉ lục °C (°F)                                           | 34.1 (93.4)                  | 34.5 (94.1)                  | 36.7 (98.1)                  | 37.4 (99.3)                  | 37.0 (98.6)                  | 35.4 (95.7)                  | 34.8 (94.6)                  | 34.2 (93.6)                  | 34.3 (93.7)                  | 33.2 (91.8)                  | 32.7 (90.9)                  | 32.5 (90.5)                  | 37.4 (99.3)                  |
| Trung bình ngày tối đa °C (°F)                               | 30.1 (86.2)                  | 31.0 (87.8)                  | 32.9 (91.2)                  | 34.0 (93.2)                  | 33.3 (91.9)                  | 31.9 (89.4)                  | 31.4 (88.5)                  | 31.0 (87.8)                  | 30.8 (87.4)                  | 30.3 (86.5)                  | 29.9 (85.8)                  | 29.4 (84.9)                  | 31.3 (88.3)                  |
| Trung bình ngày °C (°F)                                      | 25.4 (77.7)                  | 26.0 (78.8)                  | 27.4 (81.3)                  | 28.6 (83.5)                  | 28.3 (82.9)                  | 27.5 (81.5)                  | 27.2 (81.0)                  | 27.2 (81.0)                  | 27.4 (81.3)                  | 27.3 (81.1)                  | 26.9 (80.4)                  | 25.6 (78.1)                  | 27.1 (80.8)                  |
| Tối thiểu trung bình ngày °C (°F)                            | 22.1 (71.8)                  | 22.3 (72.1)                  | 23.6 (74.5)                  | 24.9 (76.8)                  | 25.3 (77.5)                  | 24.9 (76.8)                  | 24.6 (76.3)                  | 24.8 (76.6)                  | 25.0 (77.0)                  | 25.0 (77.0)                  | 24.5 (76.1)                  | 22.7 (72.9)                  | 24.1 (75.4)                  |
| Thấp kỉ lục °C (°F)                                          | 16.1 (61.0)                  | 18.1 (64.6)                  | 15.8 (60.4)                  | 20.0 (68.0)                  | 21.7 (71.1)                  | 21.5 (70.7)                  | 21.9 (71.4)                  | 22.0 (71.6)                  | 22.4 (72.3)                  | 21.3 (70.3)                  | 19.5 (67.1)                  | 16.8 (62.2)                  | 15.8 (60.4)                  |
| Lượng Giáng thủy trung bình mm (inches)                      | 9 (0.4)                      | 6 (0.2)                      | 19 (0.7)                     | 50 (2.0)                     | 148 (5.8)                    | 150 (5.9)                    | 167 (6.6)                    | 176 (6.9)                    | 243 (9.6)                    | 265 (10.4)                   | 136 (5.4)                    | 30 (1.2)                     | 1.398 (55.0)                 |
| Số ngày giáng thủy trung bình                                | 1.6                          | 0.7                          | 1.4                          | 4.5                          | 13.6                         | 16.2                         | 17.4                         | 17.0                         | 19.1                         | 20.2                         | 12.1                         | 5.1                          | 128.8                        |
| Độ ẩm tương đối trung bình (%)                               | 81.2                         | 80.3                         | 77.7                         | 78.0                         | 83.4                         | 85.8                         | 86.5                         | 86.3                         | 85.9                         | 85.3                         | 82.3                         | 80.5                         | 82.8                         |
| Số giờ nắng trung bình tháng                                 | 272                          | 259                          | 282                          | 265                          | 222                          | 183                          | 196                          | 186                          | 179                          | 190                          | 216                          | 239                          | 2.688                        |
| Nguồn: Vietnam Institute for Building Science and Technology |                              |                              |                              |                              |                              |                              |                              |                              |                              |                              |                              |                              |                              |

## Hành chính
Thành phố Cao Lãnh có 13 đơn vị hành chính cấp xã trực thuộc, bao gồm 7 phường: 1, 3, 4, 6, Hòa Thuận, Mỹ Ngãi, Mỹ Phú và 6 xã: Hòa An, Mỹ Tân, Mỹ Trà, Tân Thuận Đông, Tân Thuận Tây, Tịnh Thới.
| Đơn vị hành chính cấp xã  | Phường 1 | Phường 3 | Phường 4 | Phường 6 | Phường Hòa Thuận | Phường Mỹ Ngãi | Phường Mỹ Phú | Xã Hòa An | Xã Mỹ Tân | Xã Mỹ Trà | Xã Tân Thuận Đông | Xã Tân Thuận Tây | Xã Tịnh Thới |
| ------------------------- | -------- | -------- | -------- | -------- | ---------------- | -------------- | ------------- | --------- | --------- | --------- | ----------------- | ---------------- | ------------ |
| Diện tích (km²)           | 2,58     | 3,44     | 1,91     | 15,18    | 2,32             | 8,29           | 2,68          | 12,23     | 10,65     | 6,95      | 16,27             | 9,78             | 15,91        |
| Dân số (người)            | 25.348   | 11.311   | 9.965    | 19.702   | 5.386            | 11.174         | 7.642         | 11.426    | 11.29     | 4.780     | 11.23             | 10.695           | 12.445       |
| Mật độ dân số (người/km²) | 29.030   | 3.280    | 5.240    | 2.364    | 2.330            | 1.340          | 2.860         | 934       | 1.060     | 690       | 690               | 1.090            | 780          |
| Số đơn vị hành chính      | 9 khóm   | 5 khóm   | 4 khóm   | 5 khóm   | 9 khóm           | 5 khóm         | 5 khóm        | 6 ấp      | 4 ấp      | 3 ấp      | 4 ấp              | 4 ấp             | 6 ấp         |

## Kinh tế - xã hội

### Kinh tế

#### Cơ cấu kinh tế
Cơ cấu kinh tế, tỷ trọng thương mại - dịch vụ chiếm 60,49%, công nghiệp - xây dựng chiếm 27,98% và nông nghiệp chiếm 11,53%. Thế mạnh của thành phố là thương mại - dịch vụ, mạng lưới kinh doanh thương mại có 1 trung tâm thương mại, 2 siêu thị và 19 chợ, phần lớn chợ hình thành có quy hoạch nên vị trí phù hợp và có điều kiện phát triển. Là trung tâm kinh tế - văn hóa của Tỉnh, trên địa bàn thành phố còn có nhiều loại hình dịch vụ cao cấp khác như: hệ thống tài chính - ngân hàng, giao thông vận tải, bưu chính - viễn thông, bảo hiểm, y tế, giáo dục,...
Trong thu ngân sách trên địa bàn 1.056 tỷ đồng, chi 856 tỷ đồng năm 2017. Tổng mức bán lẻ hàng hóa dịch vụ năm 2016 đạt hơn 9.480 tỷ đồng, tăng 12,24% (so với năm 2015). Trên địa bàn có 8 doanh nghiệp tham gia xuất nhập khẩu; tổng kim ngạch nhập khẩu bình quân hàng năm đạt 63,07 triệu USD, xuất khẩu đạt 86,66 triệu USD.

#### Nông nghiệp
Thực hiện chủ trương chuyển dịch cơ cấu kinh tế trong nông nghiệp, tập trung phát triển nông nghiệp đô thị, bố trí sản xuất phù hợp theo từng vùng, từng địa phương như: sản xuất lúa giống, xây dựng các khu vườn cây ăn trái kiểu mẫu, an toàn kết hợp phát triển dịch vụ du lịch, phát triển diện tích nuôi trồng thủy sản ven sông Tiền.

#### Công nghiệp
Có 1 khu công nghiệp Trần Quốc Toản với diện tích là 55,937ha, dự kiến sẽ mở rộng thêm 180ha, là một trong hai khu công nghiệp tập trung của tỉnh nằm trong hệ thống các khu công nghiệp của cả nước, đóng vai trò quan trọng thúc đẩy chuyển đổi cơ cấu kinh tế trong quá trình công nghiệp hóa - hiện đại hóa của Thành phố và của Tỉnh. Các mặt hàng ưu thế của Thành phố như chế biến gạo, thủy sản xuất khẩu, dược phẩm, vật liệu xây dựng, chế biến gỗ,… Với tổng giá trị tổng giá trị công nghiệp ước tính 10.647 tỷ đông tăng 5% so với năm 2015.

### Hệ thống chợ trên địa bàn thành phố Cao Lãnh
| - Chợ Cao Lãnh (đang ĐTXD chợ mới) - Chợ Cá Cao Lãnh - Chợ Thực phẩm - Chợ Nông sản - Chợ Gia cầm - Chợ Nhà vườn - Chợ Mỹ Phú - Chợ Mỹ Trà - Chợ Rạch Chanh - Chợ Hòa An | - Chợ Mỹ Ngãi - Chợ Bình Trị - Chợ Tân Tịch - Chợ Bà Học - Chợ Đèn Dầu - Chợ Xẻo Bèo - Chợ Phường 11 - Chợ Tân Thuận Tây - Chợ Tân Thuận Đông - Chợ Tân Việt Hoà - Chợ Trần Quốc Toản |

### Hệ thống siêu thị bán lẻ, trung tâm thương mại
| - Siêu thị Vinafood Mart - Siêu thị Co.op Mart Cao Lãnh - TTTM Vincom Plaza & Shophouse - Siêu Thị VinMart - Điện Máy Xanh - Bách Hóa Xanh - Điện Máy Chợ Lớn | - Phong Vũ Computer - Thế giới di động - FPTshop - Viettel Store - VinPro |

Ngoài ra trên địa bàn thành phố còn có nhiều chuỗi hệ thống siêu thị & cửa hàng tiện lợi như Bách hoá xanh, Vinmart+, TL mini mart,... phân bố rải rác khắp các tuyến đường trong thành phố để đáp ứng nhu cầu mua sắm tiện lợi & hiện đại của người dân.

### Thị trường chứng khoán
Đã có 4 công ty cổ phần niêm yết trên sàn giao dịch và trụ sở tại Thành phố là Công ty cổ phần dược phẩm Imexpham, Công ty cổ phần xuất nhập khẩu y tế Domesco, Công ty Cổ phần Thương mại Dầu khí Đồng Tháp Petimex và Công ty cổ phần Vĩnh Hoàn (VHC).

### Xã hội

#### Giáo dục
Thành phố Cao Lãnh là nơi tập trung nhiều cơ sở đào tạo lớn của tỉnh với hệ thống giáo dục hoàn chỉnh với 26 điểm trường Tiểu học, 11 điểm trường THCS, 05 điểm trường THPT (trong đó có 01 trường chuyên) và các trường đại học, trường cao đẳng.
| Trường Đại học/Cao đẳng - cơ sở giáo dục hướng nghiệp | Trường trung học                                    | Trường tiểu học                   |
| ----------------------------------------------------- | --------------------------------------------------- | --------------------------------- |
| Trường Đại học Đồng Tháp                              | Trường Trung học phổ thông chuyên Nguyễn Quang Diêu | Trường Tiểu học Lê Văn Tám        |
| Trường Cao đẳng Cộng đồng Đồng Tháp                   | Trường Trung học phổ thông thành phố Cao Lãnh       | Trường Tiểu học Chu Văn An        |
| Trường Cao đẳng Y tế Đồng Tháp                        | Trường Trung học phổ thông Thiên Hộ Dương           | Trường Tiểu học Lê Quý Đôn        |
| Trung tâm Giới thiệu việc làm Đồng Tháp               | Trường Trung học phổ thông Đỗ Công Tường            | Trường Tiểu học Phan Chu Trinh    |
| Trung tâm dạy nghề                                    | Trường Trung học phổ thông Trần Quốc Toản           | Trường Tiểu học Lý Tự Trọng       |
| Trung tâm Huấn luyện và Thi đấu thể dục thể thao      | Trường Tương Lai (trường liên cấp)                  | Trường Tiểu học Mỹ Trà            |
| Trung tâm Giáo dục Thường xuyên Đồng Tháp             | Trường Trung học cơ sở Kim Hồng                     | Trường Tiểu học Bùi Thị Xuân      |
|                                                       | Trường Trung học cơ sở Nguyễn Thị Lựu               | Trường Tiểu học Trưng Vương       |
|                                                       | Trường Trung học cơ sở Nguyễn Chí Thanh             | Trường Tiểu học Trần Phú          |
|                                                       | Trường Trung học cơ sở Nguyễn Tú                    | Trường Tiểu học Lý Thường Kiệt    |
|                                                       | Trường Trung học cơ sở Trần Đại Nghĩa               | Trường Tiểu học Phan Đăng Lưu     |
|                                                       | Trường Trung học cơ sở Thống Linh                   | Trường Tiểu học Nguyễn Viết Xuân  |
|                                                       | Trường Trung học cơ sở Phan Bội Châu                | Trường Tiểu học Lê Thánh Tông     |
|                                                       | Trường Trung học cơ sở Tân Thuận Đông               | Trường Tiểu học Tân Thuận Tây     |
|                                                       | Trường Trung học cơ sở Nguyễn Trãi                  | Trường Tiểu học Tịnh Thới         |
|                                                       | Trường Trung học cơ sở Võ Trường Toản               | Trường Tiểu học Hoàng Hoa Thám    |
|                                                       | Trường Trung học cơ sở Phạm Hữu Lầu                 | Trường Tiểu học Mỹ Phú            |
|                                                       |                                                     | Trường Tiểu học Võ Thị Sáu        |
|                                                       |                                                     | Trường Tiểu học Thực hành Sư phạm |
|                                                       |                                                     | Trường Tiểu học Hoàng Diệu        |
|                                                       |                                                     | Trường Tiểu học Phạm Ngũ Lão      |
|                                                       |                                                     | Trường Tiểu học Hoà Thuận         |
|                                                       |                                                     | Trường Tiểu học Nguyễn Bỉnh Khiêm |
|                                                       |                                                     | Trường Tiểu học Nguyễn Trung Trực |
|                                                       |                                                     | Trường Tiểu học Mỹ Ngãi           |
|                                                       |                                                     | Trường Tiểu học Hoà An            |

Vào ngày 2/9/2022. UNSECO đã công nhận Thành phố Cao Lãnh là thành viên của Mạng lưới các thành phố học tập toàn cầu.

### Y tế
Trên địa bàn thành phố Cao Lãnh có nhiều bệnh viện lớn như: Bệnh viện đa khoa Đồng Tháp, bệnh viện Y học cổ truyền, Viện điều dưỡng cán bộ, Bệnh viện Quân y, Bệnh viện phục hồi chức năng và các bệnh viên tư nhân, riêng hệ thống y tế do thành phố quản lý có Phòng khám đa khoa khu vực và 15 trạm y tế tại các phường, xã.
Thành phố Cao Lãnh có các bệnh viện lớn như:
- Bệnh viện Đa Khoa Đồng Tháp, còn gọi là Bệnh viện Hữu Nghị toạ lạc tại số 144 đường Mai Văn Khải - xã Mỹ Tân. Tuy nhiên để đáp ứng nhu cầu khám & chữa bệnh tỉnh đang xây dự án Bệnh viện Đa Khoa Đồng Tháp với quy mô 700 giường bệnh, trở thành địa điểm thăm khám sức khoẻ tốt nhất & hiện đại của tỉnh Đồng Tháp. Bệnh viện Đa Khoa Đồng Tháp cũ hiện tại sẽ được tu sửa trở thành Bệnh viện Sản Nhi Đồng Tháp
- Bệnh viện Quân Dân Y
- Bệnh viện Điều Dưỡng Phục hồi chức năng
- Bệnh viện Da Liễu

Ngoài ra còn có một số bệnh viện tư nhân khác như:
- Bệnh viện Tâm Trí
- Bệnh viện Quốc tế Thái Hòa.

## Dân số
Thành phố Cao Lãnh có diện tích 107 km², dân số ngày 1/4/2019 là 164.835 người. Trong đó, dân số thành thị là 87.405 người (chiếm 57%) và dân số nông thôn là 77.430 người (chiếm 43%). Mật độ dân số đạt 1.540 người/km².
Thành phố Cao Lãnh có diện tích 108,09 km², dân số năm 2023 là 184.297 người, mật độ dân số đạt 1.705 người/km².

## Văn hóa - du lịch
Thành phố Cao Lãnh có rất nhiều mảng xanh tập trung tại các khu vực và rải rác, phân bố đều trên địa bàn; đặc biệt là ở phường 1 nhằm đáo ứng nhu cầu sinh hoạt tập thể, vui chơi thư giãn cuối tuần & là địa điểm để rèn luyện sức khoẻ cho người dân thành phố Cao Lãnh:
| - Công viên Văn Miếu - Quảng trường Văn Miếu - Quảng trường Đèn Thủy Tiên - Văn Thánh Miếu - Công viên Hai Bà Trưng - Hoa viên Tôn Đức Thắng - Khu vui chơi giải trí cảm giác mạnh Phúc An Tâm - Công viên 30/4 (Công viên thiếu nhi thành phố) - Công viên Phường 4 (sau lưng thư viện tỉnh) - Khu tượng đài tập kết ven sông Tiền | - Bờ kè Trần Hưng Đạo - Bờ kè Ngô Quyền - Bờ kè Lê Duẩn - Bờ kè Nguyễn Thái Học - Bờ kè lộ Hoà Đông - Công viên Ngô Thì Nhậm (Phường 1) - Công viên Nguyễn Thái Học (đoạn Bảo tàng Đồng Tháp) - Bờ kè chống sạt lở sông Tiền - Bờ kè Lộ Hoà Tây |

### Địa điểm tham quan, du lịch, văn hoá
Một trong những điểm mạnh của Thành phố là du lịch văn hóa lịch sử và sinh thái, đến Thành phố Cao Lãnh, sẽ được viếng mộ cụ Phó bảng Nguyễn Sinh Sắc, là một trong những điểm tham quan trọng tâm trong tuyến du lịch văn hóa, lịch sử và sinh thái của tỉnh như:
| - Gò Tháp - Vườn Quốc gia Tràm Chim - Khu căn cứ địa cách mạng Xẻo Quýt - Rừng tràm sinh thái Gáo Giồng - Bia tưởng niệm Tiền Hiền Nguyễn Tú - Di tích lịch sử cách mạng Hòa An - Nơi thành lập Chi bộ Đảng đầu tiên của Tỉnh - Khu công viên Văn Miếu và các điểm du lịch miệt vườn | - Bảo tàng Đồng Tháp - Đền thờ ông, bà Đỗ Công Tường - Làng du lịch Tân Thuận - Vườn chôm chôm Tịnh Thới - Vườn xoài Tân Thuận Tây - Vườn dâu Tân Thuận - Vườn nho Mỹ Ngãi |

### Ẩm thực, Đặc sản
| - Xoài Cao Lãnh - Làng bánh Xèo Cao Lãnh - Chuột quay lu - Cá lóc nướng trui cuốn lá sen non | - Mận Hoà An - Hồng Sen Tửu (Rượu Sen) - Các sản phẩm làm từ Xoài (Xoài sấy dẻo,...) - Các sản phẩm làm từ Sen (Sen sấy, trà lá sen, bột sen, hạt sen tươi vỏ xanh, tim sen...). |

## Giao thông
Từ hạ tầng kỹ thuật còn thấp kém so với mạng lưới đô thị trong khu vực, đến nay đã từng bước chỉnh trang nâng cấp, tỷ lệ đường chính trong đô thị đạt 4,33 km/km²; các tuyến giao thông liên xã, liên huyện đều đã được bêtông và nhựa hóa. Ngoài ra, thành phố còn có nhiều sông, kênh rạch lớn chảy qua với chiều dài hơn 1.462 km; cảng Cao Lãnh là một trong các cảng sông lớn vùng đồng bằng sông Cửu Long, nằm trên tuyến đường thủy quốc tế đi Campuchia, tạo điều kiện thuận lợi trong việc gắn kết giữa sản xuất, vận chuyển, tiêu thụ hàng hóa với các tỉnh trong khu vực, Thành phố Hồ Chí Minh và quốc tế.
Thành phố có quốc lộ 30 đi qua và có cầu Cao Lãnh bắc qua sông Tiền nằm trên tuyến đường cao tốc Cao Lãnh – Lộ Tẻ, nối thành phố với huyện Lấp Vò.

### Dự án kết nối phạm vi trong & ngoài thành phố
1. Đường cao tốc Cao Lãnh – An Hữu (kết nối vào Đường cao tốc Bắc – Nam phía Đông)
2. Đường cao tốc Mỹ An  – Cao Lãnh (Đường cao tốc Bắc – Nam phía Tây)
3. Đường cao tốc Cao Lãnh – Vàm Cống (Đường cao tốc Bắc – Nam phía Tây)
4. Tuyến tránh Thành phố Cao Lãnh
5. Đường ĐT846 - đoạn cạnh Bệnh viện Tâm Trí thuộc xã Mỹ Tân, thành phố Cao Lãnh đến xã Tân Nghĩa, huyện Cao Lãnh
6. Đường Sở Tư Pháp nối dài (dự án hoàn thành sẽ đặt tên mới)
7. Lê Đại Hành nối dài (từ đầu nối tuyến tránh đến ĐT856 - Điện Biên Phủ nối dài)

### Dự án giao thông, cầu trong thành phố
1. Lý Thường Kiệt nối dài (đoạn từ Phạm Nhơn Thuần - Sở Tư Pháp nối dài)
2. Mở rộng đường Phạm Hữu Lầu giai đoạn 1 (đoạn phường 6); giai đoạn 2 (đoạn Trần Thị Nhượng - cầu Cái Tôm)
3. Đường vành đai Tây (đoạn KDC phường 4 Hoà An - Bà Huyện Thanh Quan)
4. Mở rộng đường Tắc Thầy Cai
5. Mở rộng đường Nguyễn Văn Trỗi (đoạn còn lại)
6. Mở rộng đường Mai Văn Khải (đoạn xã Mỹ Tân)
7. Mở rộng đường Nguyễn Hữu Kiến (chợ Sáu Quốc - Bến đò Mương Chùa)
8. Mở rộng đường Tân Việt Hoà (đoạn UBND xã Tịnh Thới - Bến đò Tịnh Thới - Doi Me)
9. Mở rộng & xây dựng kè lộ Hoà Tây
10. Mở rộng đường Lê Văn Cử GĐ 1 (lộ Hoà Đông - Võ Văn Trị) và GĐ 2 (Võ Văn Trị - lộ Hoà Tây)
11. Chỉnh trang bờ kè Trần Hưng Đạo dọc sông Đình Trung (đoạn cầu Đình Trung - cầu Cái Sao Thượng)
12. Đường cặp nghĩa trang liệt sĩ tỉnh (ĐS12)
13. Nguyễn Trãi nối dài
14. Ngô Thì Nhậm nối dài
15. Nguyễn Văn Tre nối dài
16. Thiên Hộ Dương nối dài
17. Nguyễn Thị Lựu nối dài
18. Duy Tân nối dài
19. Tôn Đức Thắng nối dài
20. Cầu Nguyễn Bỉnh Khiêm
21. Cầu Đỗ Công Tường
22. Cầu Bà Vại
23. Cầu Ngô Thì Nhậm (phường 3)
24. Cầu Bà Học
25. Bờ kè ven sông Tiền
26. Mở rộng cầu cái Tôm
27. Mở rộng cầu cái Sâu
28. Mở rộng cầu Tân Việt Hoà

### Các tuyến đường chính trên địa bàn
- Quốc lộ 30
- ĐT846
- ĐT856 (Điện Biên Phủ nối dài)
- Đường Nguyễn Huệ (cầu An Bình, huyện Cao Lãnh đến Cầu Đúc, phường 2)
- Đường 30 tháng 4 (Ngã tư Nguyễn Huệ đến cầu Phong Mỹ, huyện Cao Lãnh)
- Phạm Hữu Lầu
- Lý Thường Kiệt
- Ngô Thì Nhậm
- Nguyễn Trãi
- Võ Nguyên Giáp (đường Sở Tư Pháp cũ)
- Võ Văn Kiệt (đường Ông Thợ cũ)
- Hai Bà Trưng
- Lê Đại Hành
- Nguyễn Đình Chiểu
- Trương Định
- Lê Quý Đôn
- Nguyễn Trường Tộ
- Nguyễn Quang Diêu
- Cách mạng Tháng 8
- Bà Triệu
- Chi Lăng
- Phạm Nhơn Thuần
- Phù Đổng
- Võ Văn Trị
- Nguyễn Thị Lựu
- Tân Việt Hoà
- Nguyễn Đình Chiểu
- Nguyễn Thị Minh Khai
- Trần Phú
- Lý Tự Trọng
- Võ Thị Sáu
- Lê Anh Xuân
- Nguyễn Văn Trỗi
- Đỗ Công Tường
- Phạm Thị Uẩn
- Phan Thị Huỳnh
- Phan Thị Thoại
- Ngô Sỹ Liên
- Lê Thị Riêng
- Điện Biên Phủ
- Thiên Hộ Dương
- Tôn Đức Thắng
- Trần Hưng Đạo
- Võ Trường Toản
- Đặng Văn Bình
- Nguyễn Thái Học
- Nguyễn Văn Tre
- Mai Văn Khải
- Ngô Quyền
- Duy Tân
- Trương Hán Siêu
- Hàm Nghi
- Trần Quang Diệu
- Lê Lợi
- Lê Duẩn
- Trần Thị Nhượng
- Trần Thị Thu
- Lộ Hoà Đông
- Lộ Hoà Tây
- Nguyễn Hữu Kiến
- Nguyễn Thị Lựu
- Nguyễn Chí Thanh
- Lê Văn Giáo
- Lê Văn Đáng
- Cái Tôm
- Nguyễn Văn Sành
- Lê Văn Hoanh
- Lê Thị Đầm
- Nguyễn Hương
- Nguyễn Trung Trực
- Bình Trị
- Nguyễn Chí Thanh
- Ông Cả
- Bà Huyện Thanh Quan
- Vành đai (phường 4 - xã Hoà An)

Ngoài ra, còn có hàng trăm tuyến đường phụ tại các khu dân cư (KDC), cụm dân cư, một số con hẻm nhỏ trên địa bàn như: KDC khóm 5 thuộc phường 1, khu 500 căn, KDC chợ Rạch chanh, KDC phường 4, KDC chợ phường 11, KTĐC phường 6,...

## Thành phố kết nghĩa
- Thành phố Hội An, tỉnh Quảng Nam, Việt Nam.

## Hình ảnh

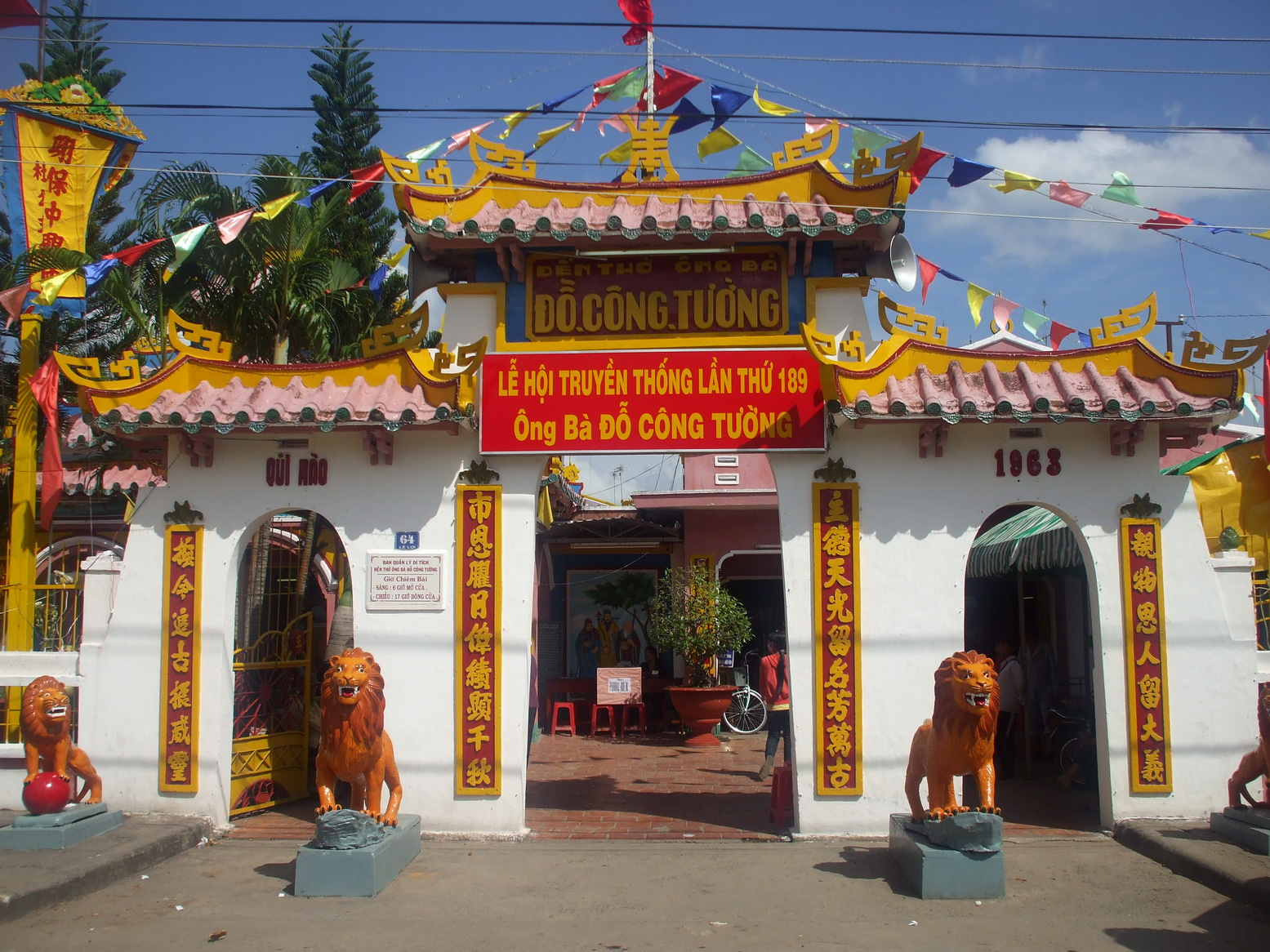
Đền thờ ông bà Đỗ Công Tường.
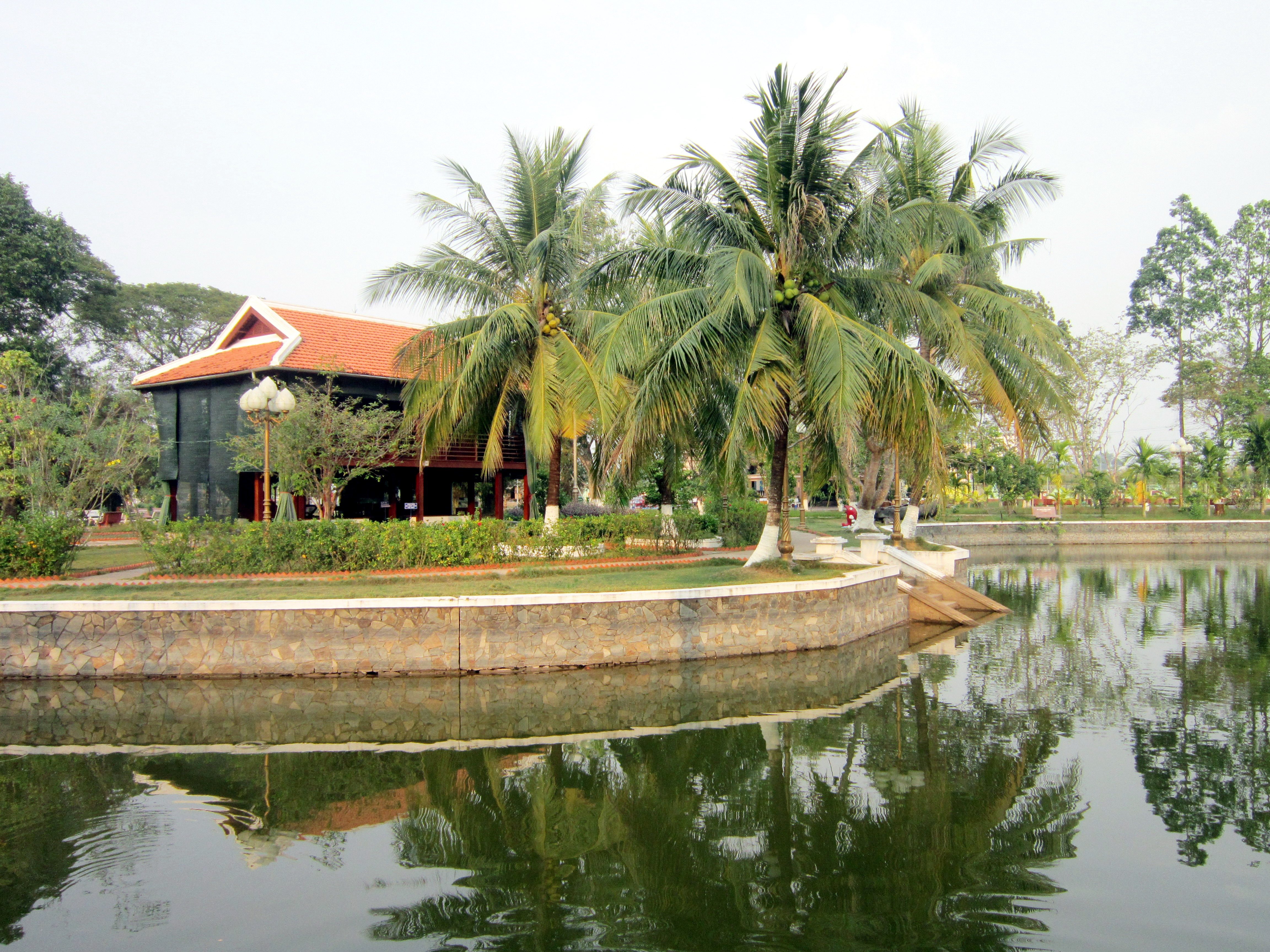
Nhà sàn Bác Hồ trong khu Di tích Nguyễn Sinh Sắc.
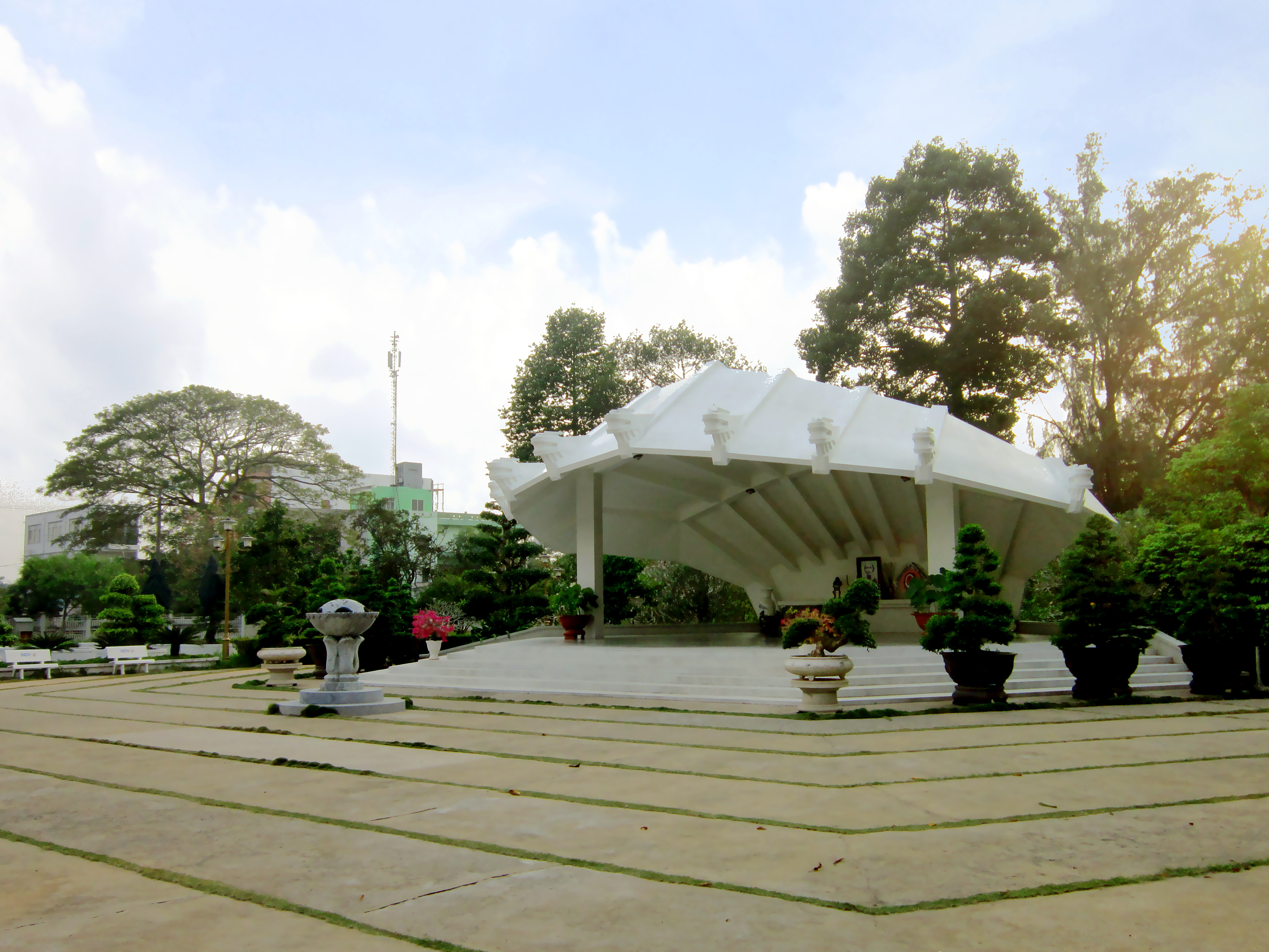
Mộ cụ Phó bảng Nguyễn Sinh Sắc
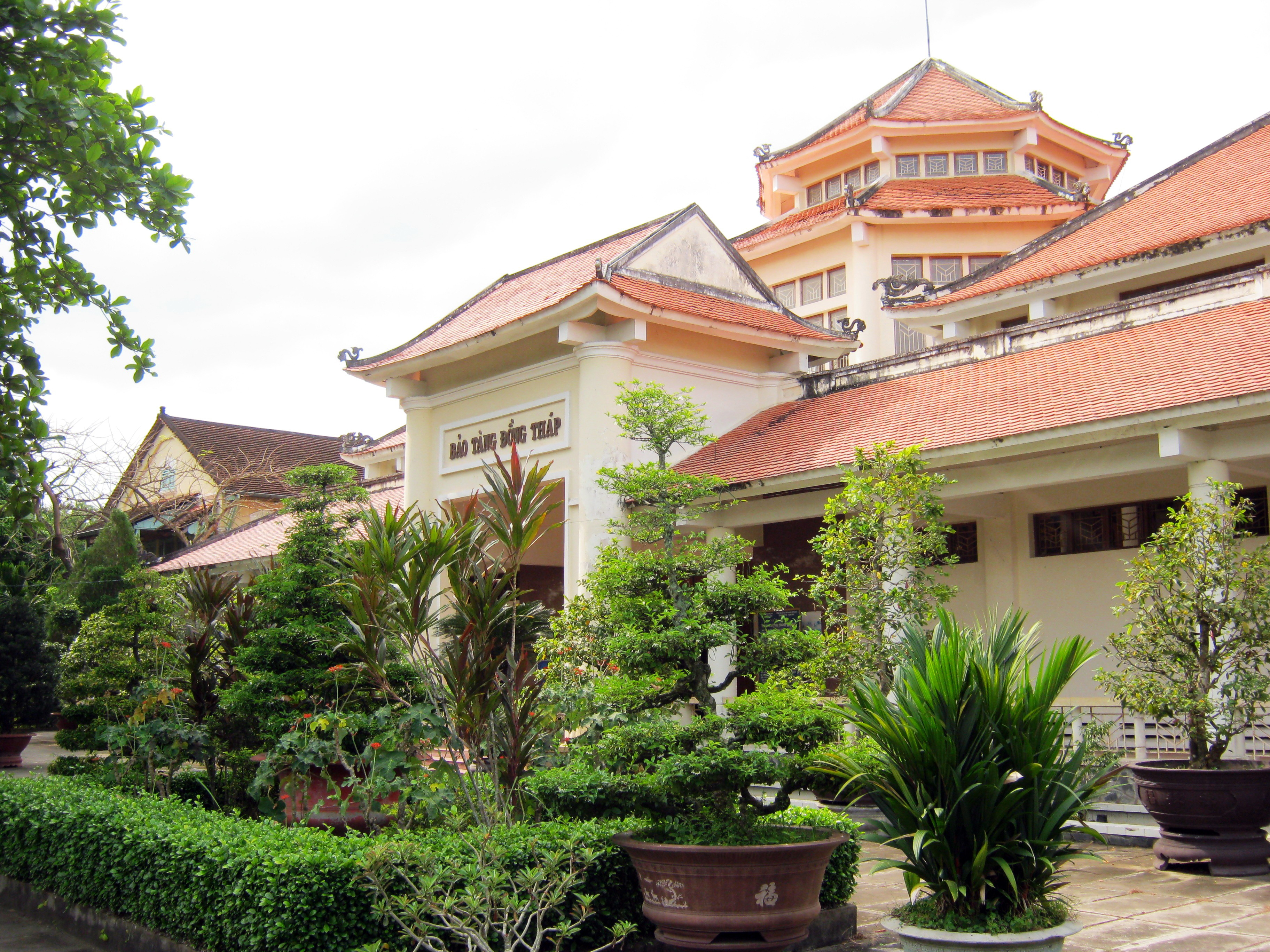
Bảo tàng tỉnh Đồng Tháp đặt ở thành phố Cao Lãnh.
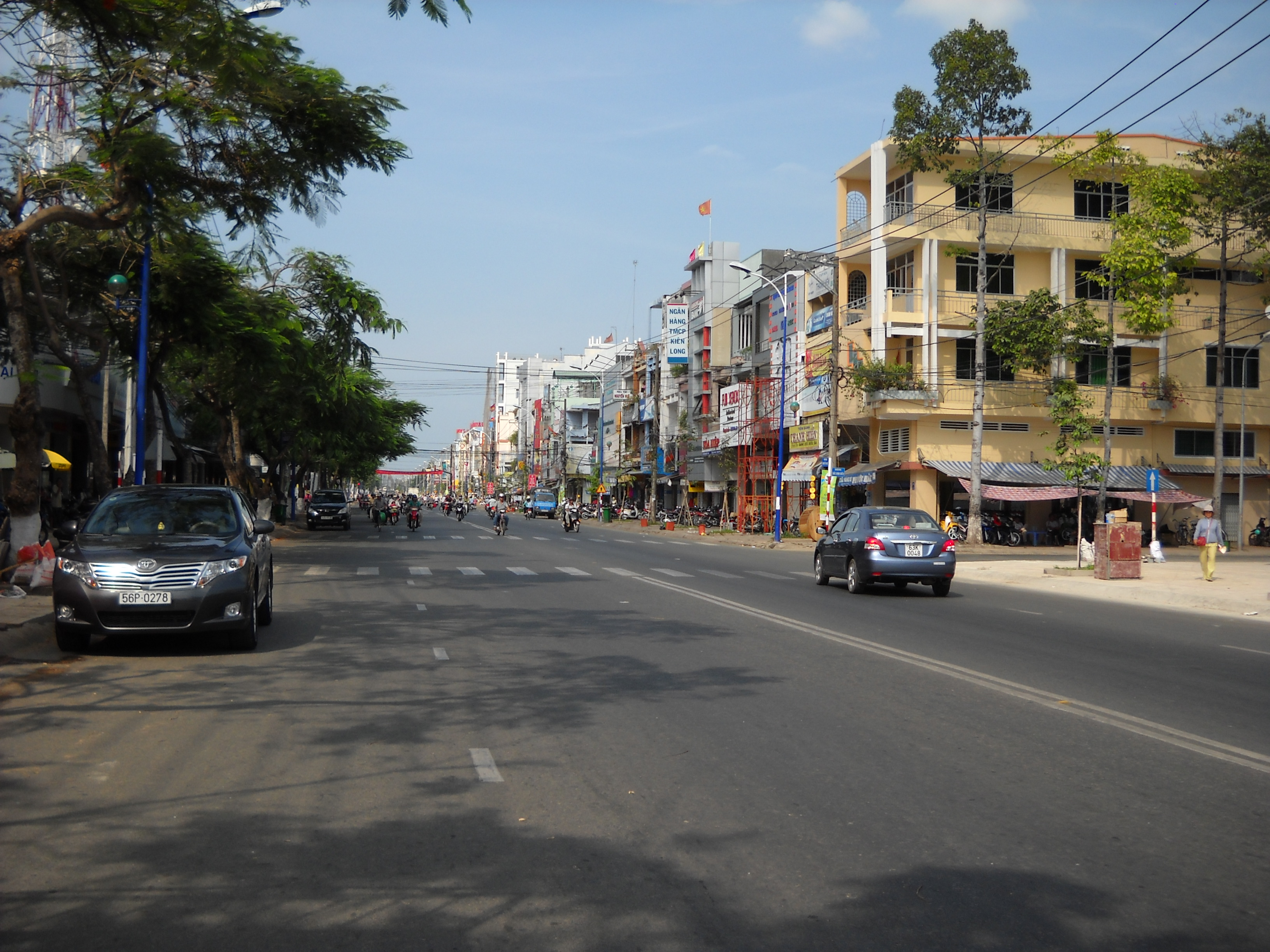
Đường phố ở thành phố Cao Lãnh.
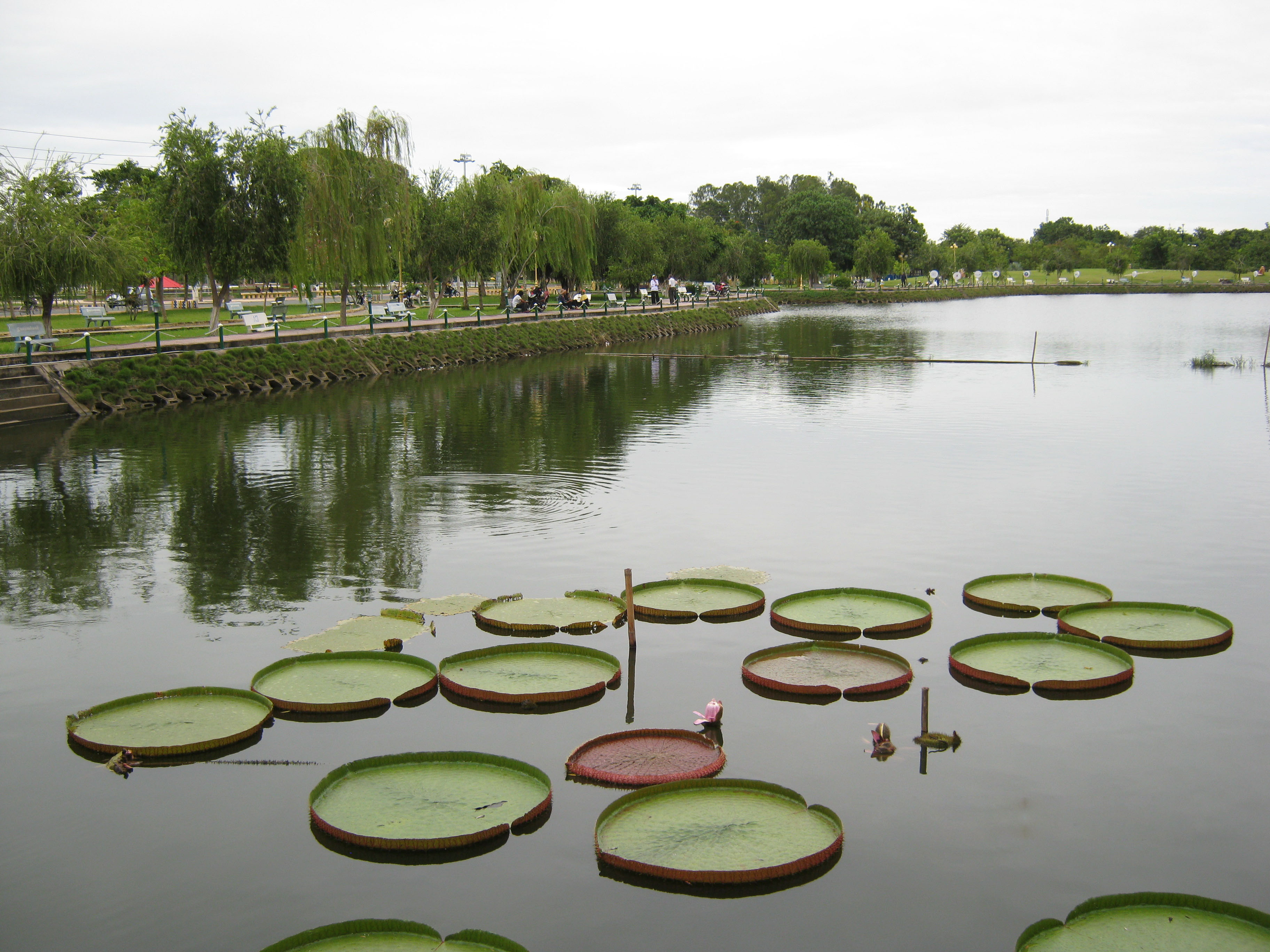
Công viên Văn Miếu ở trung tâm thành phố Cao Lãnh.